# Nora Veiras
Nora Marcela Veiras (General Rodríguez, 7 de julio de 1963) es una periodista argentina, especializada en Educación. Desde el 2018 es editora general de Página/12.

## Biografía
Estudió Periodismo en la Universidad del Salvador y Educación con la pedagoga Cecilia Braslavsky (1951-2005) en FLACSO (Facultad Latinoamericana de Ciencias Sociales), donde recibió una maestría en Ciencias Sociales con orientación en Educación.
En los años 2000 dictó cursos de periodismo. ese mismo año trabajando para Página/12 reveló un escándalo de desvío de fondos públicos para la interna de la Unión Cívica Radical en Río Negro, que implicaban al entonces diputado radical Horacio Massaccesi y el ministro de Desarrollo Social de la Nación Daniel Sartor, quien utilizó fondos públicos para “comprar” militantes en la interna radical de Río Negro; el escándalo se dio por la repartición de subsidios, pasajes y dinero del gobierno para comprar voluntades. El entonces ministro Radical de Desarrollo Social, Daniel Sartor, habría firmado un “compromiso” con José Alvarado, un militante radical, que consistía en la entrega de comida y de subsidios para 15 personas y el pago del alquiler de la casa de Alvarado. En 1994, Sartor sería acusado ante el fuero penal por desviar fondos de ahorristas a su cuenta personal.
Fue columnista de diferentes programas de radio conducidos por Mario Wainfeld (en Radio Ciudad y Radio Nacional), Enrique Vázquez (en Radio Splendid y Radio Ciudad), Román Lejtman (radio Aspen) y Marcelo Zlotogwiazda  (Radio Rock and Pop).
Desde principios de 2002, Veiras se dedica a la cobertura exclusiva de temas educativos en la sección País del periódico Página/12.
En 2009 y 2010 condujo ―junto a Sandra Russo―, el programa de Historia y Política El nombre de las cosas, por Radio Nacional.
Desde 2010 hasta 2015 fue panelista del programa televisivo 6, 7, 8, por la TV Pública, junto con Orlando Barone, Carlos Barragán, Jorge Dorio, Cynthia García, Edgardo Mocca, Mariana Moyano, Dante Palma y Sandra Russo.
Desde 2011 hasta 2016 condujo diariamente el programa Gente de a pie, por Radio Nacional, con los periodistas Mario Wainfeld, Sergio Wischñevsky y Fernando Piana.
En 2013 recibió el premio por mejor labor periodística por su programa Mañana más. Ese año recibió el premio Éter por «labor femenina AM/FM».
En 2018 asume la dirección del diario Página/12, sustituyendo a Ernesto Tiffenberg.